# Meeuwen-Gruitrode
Meeuwen-Gruitrode es un municipio de la provincia de Limburgo en Bélgica. Sus municipios vecinos son Bocholt, Bree, Houthalen-Helchteren, Maaseik, Opglabbeek y Peer. Tiene una superficie de 91,3 km² y una población en 2018 de 13.091 habitantes, siendo los habitantes en edad laboral el 65% de la población.

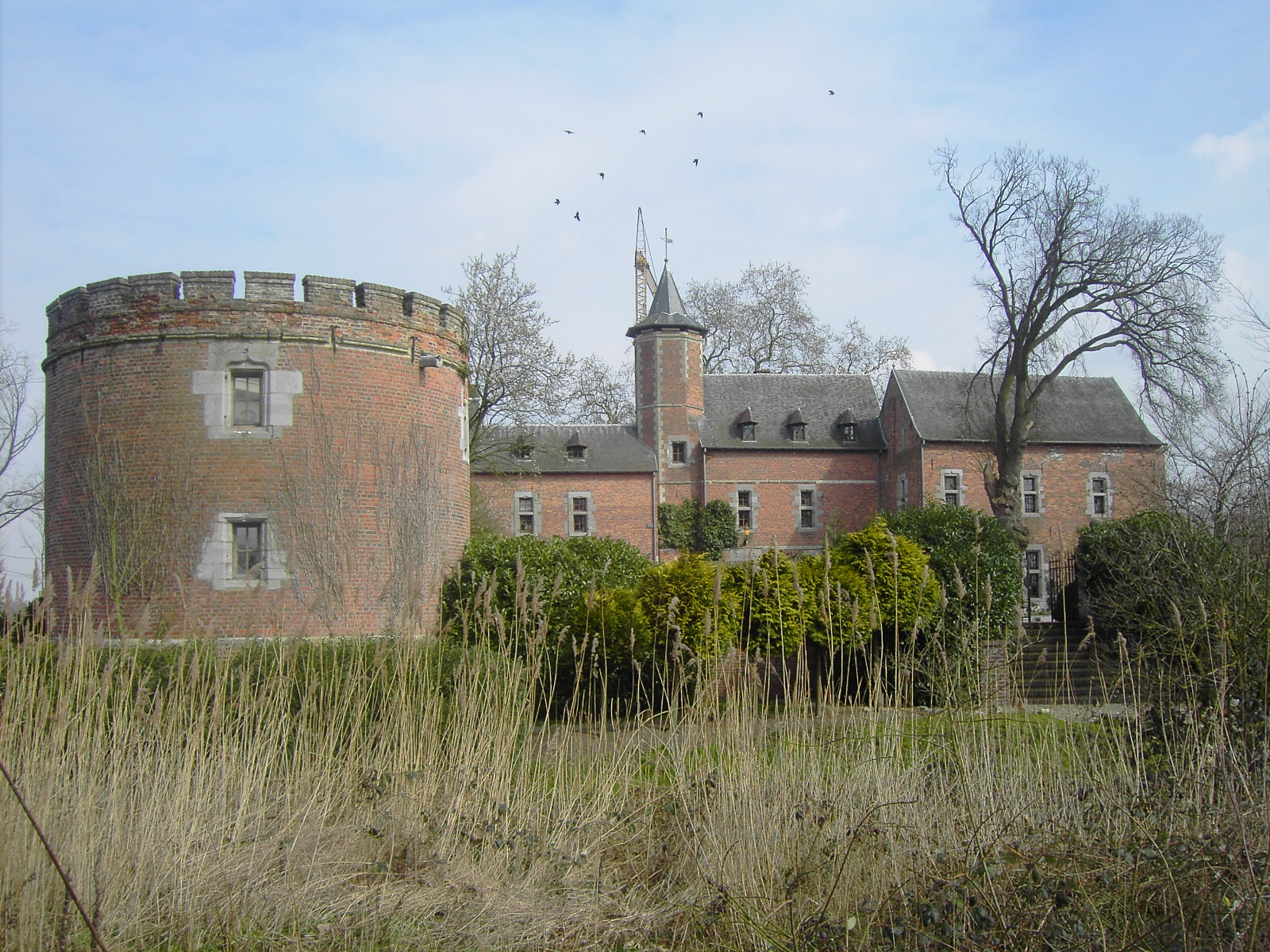
Comandancia de Gruitrode.

El municipio se compone de las siguientes submunicipalidades o localidades: Meeuwen, Gruitrode, Ellikom, Neerglabbeek y Wijshagen, así como también las aldeas de Koestraat, Muisven, Ophoven, Plokrooi y Zoetebeek.

## Demografía

### Evolución
Todos los datos históricos relativos al actual municipio, el siguiente gráfico refleja su evolución demográfica, incluyendo municipios después de efectuada la fusión el 1 de enero de 1977.
| Gráfica de evolución demográfica de Meeuwen-Gruitrode entre 1846 y 2018 |
|                                                                         |